# Дилемма теоретика
Дилемма теоретика — впервые заданный (по крайней мере, по записям) философом Карлом Гемпелем вопрос, имеющий отношение к натурализму и физикализму в философии, а также к философии сознания.

## Введение
Физикализм, по крайней мере в некотором грубом смысле, представлет собой утверждение о том, что все явления и объекты окружающего мира можно описать и объяснить только при помощи законов природы. Другими словами, любые явления являются явлениями природы. Это утверждение оставляет открытым вопрос о том, что относится к «природе», однако общее понимание этого утверждения заключается в том, что всё в мире, в конечном счёте, можно объяснить с точки зрения физики. Это утверждение известно как редуктивный физикализм. Однако этот тип физикализма, в свою очередь, оставляет открытым вопрос о том, что именно мы должны рассматривать в качестве правильных физических терминов. Кажется, что здесь есть два варианта, и оба этих вариантов образуют альтернативы дилеммы теоретика, так как ни один из них не кажется удовлетворительным.
С одной стороны, мы можем определить в качестве физического то, что в настоящее время объясняется нашими лучшими физическими теориями, например, квантовой механикой и общей теорией относительности. Хотя многие сочтут это определение неудовлетворительным, некоторые согласятся с тем, что мы, по крайней мере, имеем общее представление о физическом, основанное на этих теориях, и можем использовать его для оценки того, что является физическим, а что нет. И в этом заключается проблема, поскольку имеющиеся объяснения природы сознания в настоящее время лежит за рамками таких теорий.
С другой стороны, если мы говорим, что имеется в виду некая будущая «идеальная» физика, то утверждение довольно пустое, ибо мы понятия не имеем, что это значит. «Идеальная» физика может даже прийти к определению того, что мы думаем о сознании, как о части физического мира. По сути, физикализм по этому второму определению становится замкнутым в петлю: все явления объяснимы с точки зрения физики, потому что правильно определённая физика — это то, что объясняет все явления.
Карло Бинаккер предложил следующее утверждение для разрешение дилеммы теоретика: «Граница между физикой и метафизикой — это граница между тем, что может и что не может быть вычислено за время жизни Вселенной».
Дилемма теоретика актуальна для философии сознания, потому что объяснение таких понятий, как, например, сознание, представление знаний и интенциональность, очень трудно дать с помощью современной физики, хотя многие учёные и исследователи в философии (и других областях, таких как когнитивная наука, психология и нейронаука) придерживаются физикализма.